# Islas Vírgenes de los Estados Unidos en los Juegos Olímpicos de Nagano 1998
Las Islas Vírgenes de los Estados Unidos estuvieron representadas en los Juegos Olímpicos de Nagano 1998 por siete deportistas, seis hombres y una mujer, que compitieron en dos deportes.
El portador de la bandera en la ceremonia de apertura fue el piloto de bobsleigh Paul Zar. El equipo olímpico virgenense estadounidense no obtuvo ninguna medalla en estos Juegos.